# 元孟蕤
元孟蕤（?—?），中国南北朝北魏公主，父亲元怿，祖父魏孝文帝，魏孝静帝姑母。
元孟蕤嫁给了胡国珍的儿子、灵太后的兄弟胡祥。胡祥是魏孝文帝孙子魏孝明帝的舅舅。妹妹有元仲蒨、安德公主、元季葱。

## 传记资料
1. ↑  《魏故侍中骠骑大将军使持节定州刺史常山文恭王(元邵)墓志铭》
2. ↑  《魏书》列传外戚第七十一下